# 1757
Năm 1757 (số La Mã: MDCCLVII) là một năm thường bắt đầu vào thứ bảy trong lịch Gregory (hoặc một năm thường bắt đầu vào thứ Tư trong lịch Julius chậm hơn 11 ngày).

## Sự kiện
- 5 tháng 11: Nhà vua Friedrich II Đại Đế thân chinh thống lĩnh Quân đội Phổ đập tan tác liên quân Áo - Pháp trong trận Roßbach.
- 5 tháng 12: Một tháng sau chiến thắng tại Roßbach, nhà vua Friedrich II Đại Đế lại đại phá quân Áo trong trận Leuthen.
- Vua Chân Lạp nhường cho chúa Nguyễn, chúa Nguyễn giao cho Nguyễn Cư Trinh vào và thành lập đạo Châu Đốc cùng với đạo Tân Châu và đạo Đông Khẩu (Sa Đéc).